# Dreifaltigkeitskirche (Eisfeld)

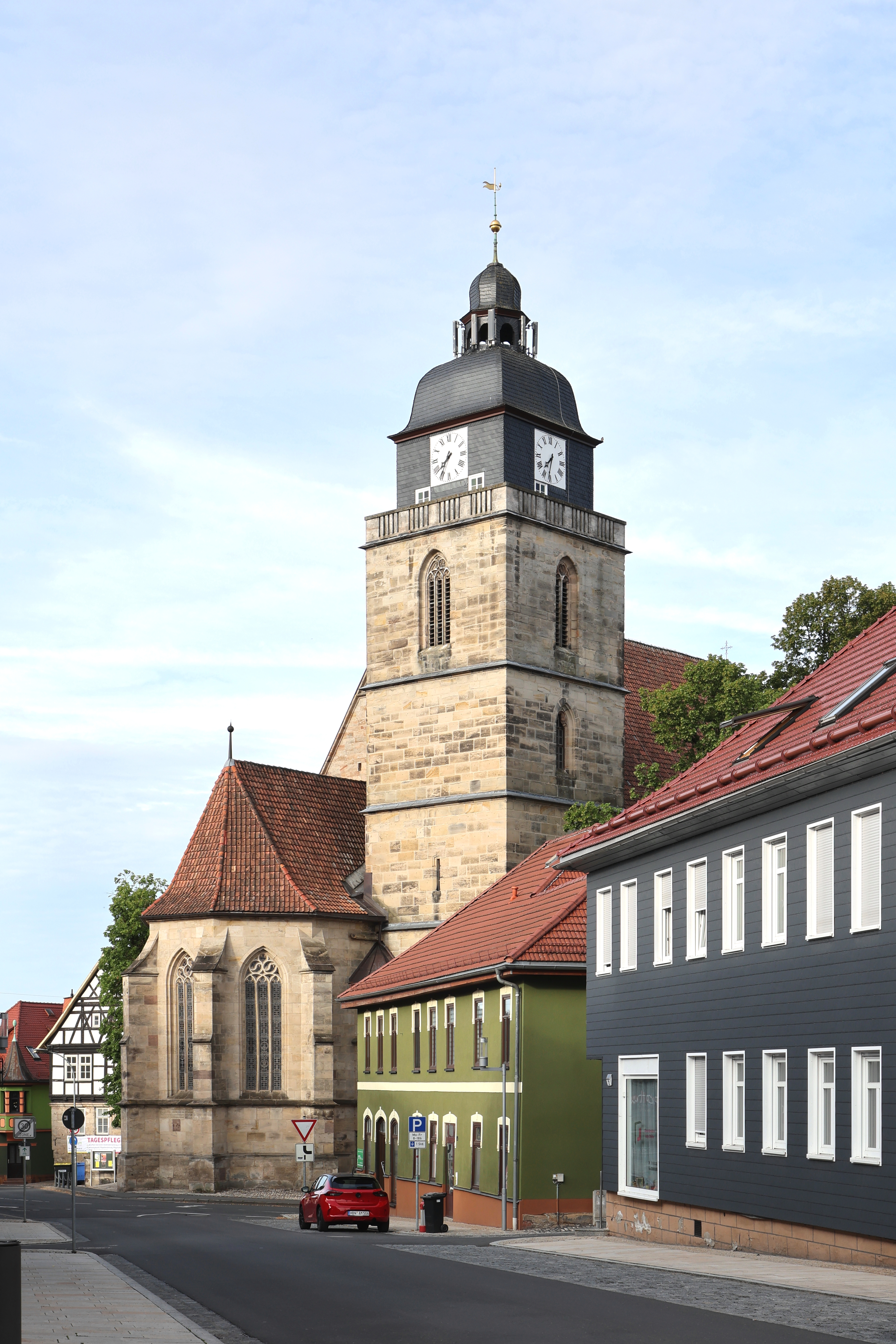
Dreifaltigkeitskirche in Eisfeld

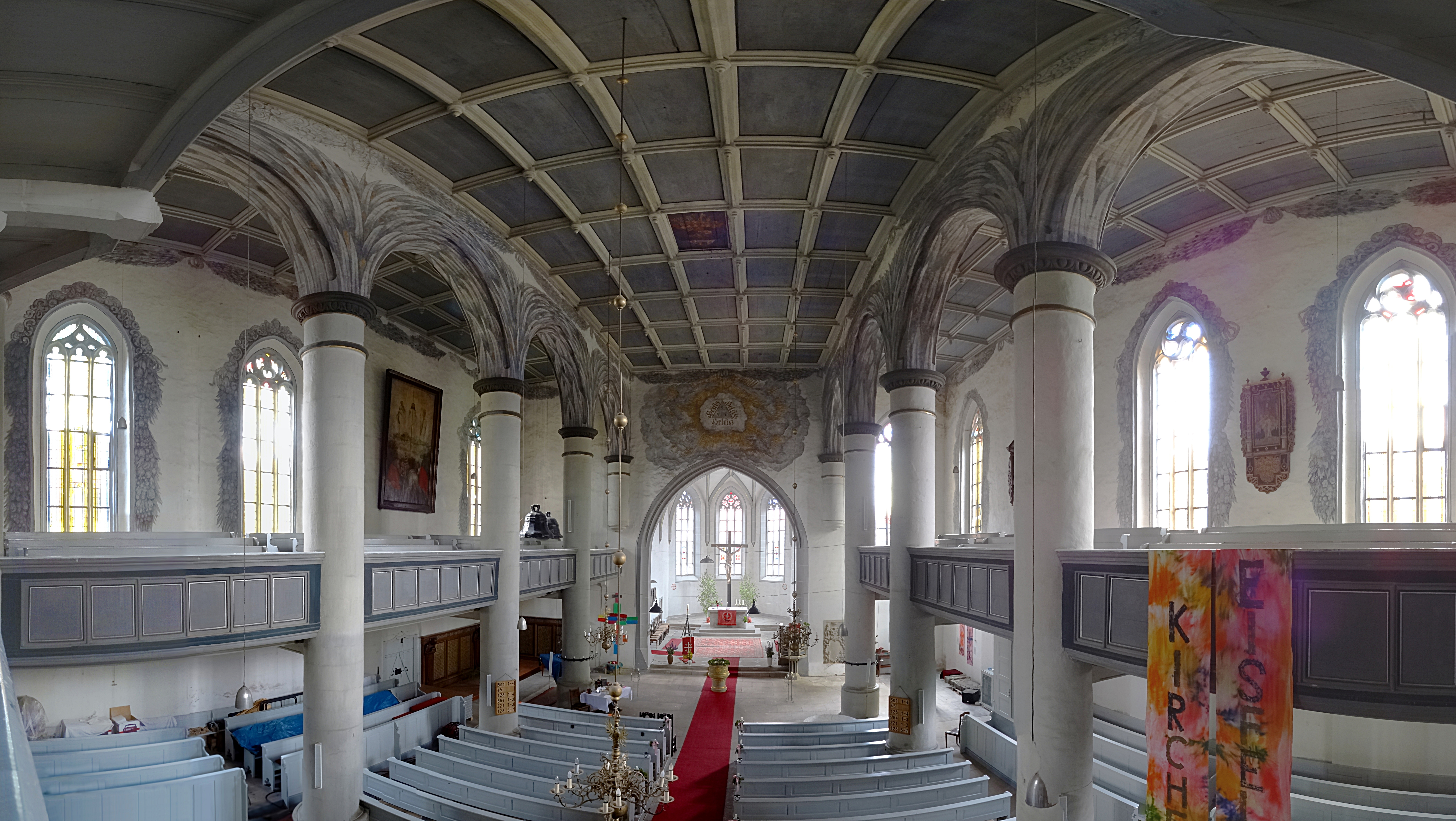
Innenraum-Panorama

Die evangelisch-lutherische Dreifaltigkeitskirche steht in der Stadt Eisfeld im Landkreis Hildburghausen und wird zu den größten und imposantesten Sakralbauten der Spätgotik in Südthüringen gezählt.

## Geschichte
Der Bau der zunächst dem heiligen Nikolaus geweihten Hallenkirche begann auf Veranlassung des Würzburger Dompropstes Kilian von Bibra mit der Errichtung des dreischiffigen Langhauses im Jahre 1488. Der Chor in der Breite des Mittelschiffs wurde 1505 errichtet. Der quadratische Turm wurde um 1530 vollendet. 1525 predigte der Pfarrer Nicolaus Kindt erstmals evangelisch in der Kirche. Justus Jonas der Ältere, ein Freund Martin Luthers, war von 1553 bis 1555 Pfarrer. 1565 zerstörte ein Blitzschlag den Turm, 1601 brannte das Langhaus der Kirche während eines Stadtbrands aus und 1632 brannten die Truppen Wallensteins Stadt und Kirche nieder. Das dabei zerstörte gotische Gewölbe wurde im Zuge des Wiederaufbaus durch eine hölzerne Renaissance-Kassettendecke ersetzt. 1651 wurde das Gotteshaus dann als Dreifaltigkeitskirche neu geweiht. Nach Artilleriebeschuss am Ende des Zweiten Weltkriegs wurden die oberen Turmgeschosse neu errichtet. Im Zuge der 1960 bis 1962 durchgeführten Innensanierung wurde die zweite Empore in den Seitenschiffen entfernt. Bei der Renovierung des Chorraums im Jahr 1988 wurden zwei Weihekreuze freigelegt.

## Architektur
Die Kirche hat eine dreischiffige, fünfjochige spätgotische Halle. Der Kirchturm ist wuchtig und quadratisch an der Nordseite des Chors stehend. Der drei Joche lange Chor, von einem schönen Netzgewölbe mit Rautenkreuzungen überspannt, ist niedriger, aber gleich breit wie das Langhaus mit seinem hohen Satteldach und einer flachen Kassettendecke. Rundpfeiler der Renaissance tragen die Decke. Die Süd- und Nordpforte haben mit vorspringenden Baldachinen, wo sich das Maßwerk um Stäbe rankt, bemerkenswerte Portale. Die Sakristei ist mit Wappen geschmückt.
Im Zuge der Besichtigung der Kirche kann der Kirchturm bis zur Aussichtsgalerie bestiegen werden, von der sich ein guter Blick auf Eisfeld und die Höhenzüge des Thüringer Waldes bietet.

## Orgel

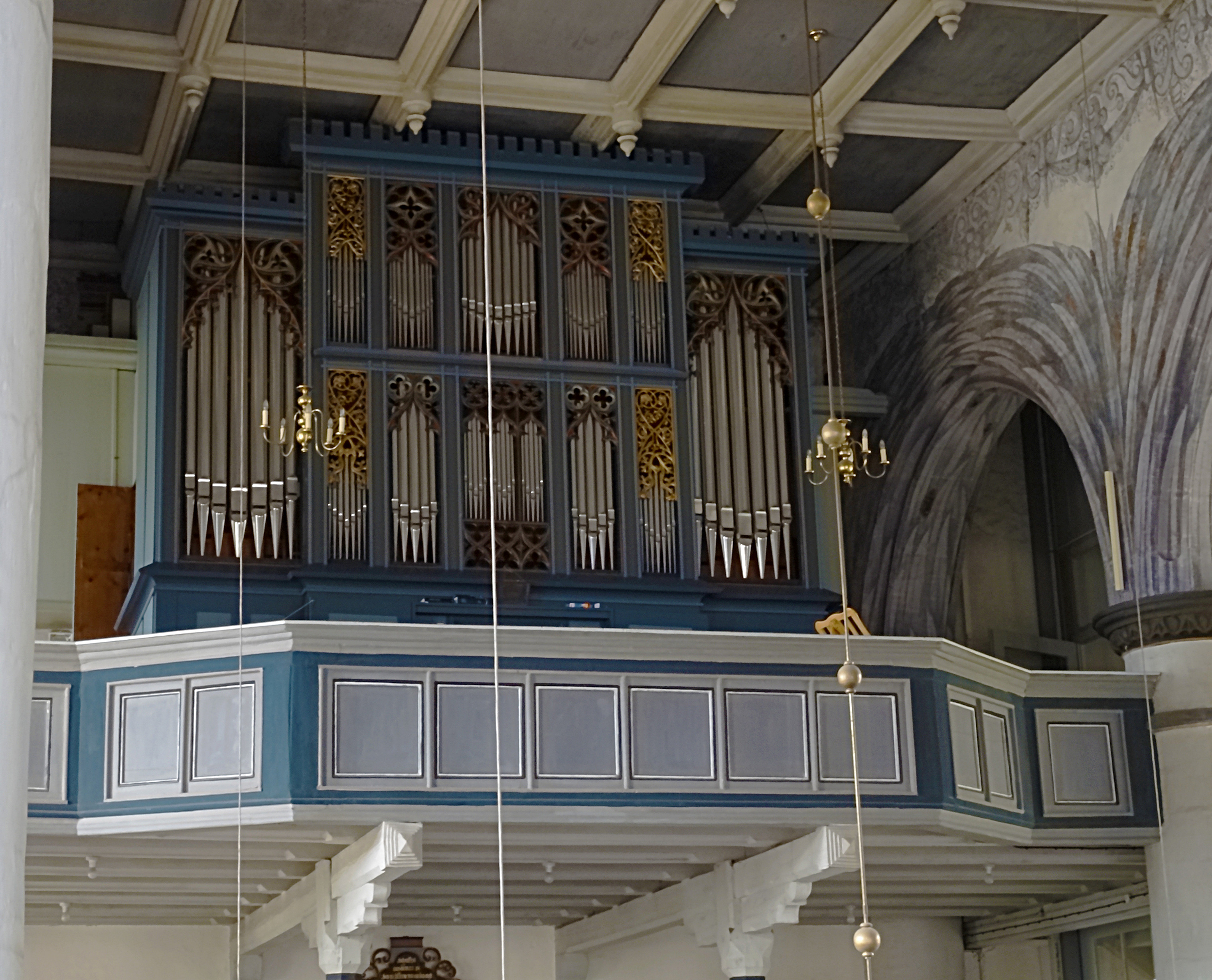
Orgel von Michael Schmidt (1846)

Die erste Orgel wurde vermutlich 1533 erbaut, als auch die Emporen in die Kirche eingebaut wurden. Die heutige Orgel ist vermutlich das fünfte Instrument in der Kirche. Es wurde 1846 von dem Orgelbauer Michael Schmidt erbaut.
| I Hauptwerk C–d3 |                  |     |
| 01.              | Bordun           | 16′ |
| 02.              | Principal        | 08′ |
| 03.              | Hohlflöte        | 08′ |
| 04.              | Viola di Gambe 0 | 08′ |
| 05.              | Gemshorn         | 08′ |
| 06.              | Quinte           | 06′ |
| 07.              | Octave           | 04′ |
| 08.              | Rohrflöte        | 04′ |
| 09.              | Spitzflöte       | 04′ |
| 10.              | Octave           | 02′ |
| 11.              | Cornett V        |     |
| 12.              | Mixtur V         | 02′ |
| 13.              | Trompete         | 08′ |

| II Oberwerk C–d3 |                   |    |
| 14.              | Gedackt           | 8′ |
| 15.              | Harmonika         | 8′ |
| 16.              | Flauto trav       | 8′ |
| 17.              | Salicional        | 8′ |
| 18.              | Geigenprincipal 0 | 8′ |
| 19.              | Principal         | 4′ |
| 20.              | Flauto iola       | 4′ |
| 21.              | Gedackt           | 4′ |
| 22.              | Spitzflöte        | 2′ |
| 23.              | Mixtur V          | 1′ |

| Pedalwerk C–d1 |              |     |
| 24.            | Principal    | 16′ |
| 25.            | Violon       | 16′ |
| 26.            | Subbaß       | 16′ |
| 27.            | Violon       | 08′ |
| 28.            | Octavenbaß 0 | 08′ |
| 29.            | Posaune      | 16′ |

- Koppeln: II/I, I/P, II/P
- Nebenzüge: Calcantenzug, Sperrventile für HW, OW, PW